# Lijst van postcodes 8000-8999 in Nederland
Hieronder volgt een lijst van postcodes 8000-8999 in Nederland:

## 8000-8099
- 8000-8045: Zwolle
- 8050-8052: Hattem
- 8055: Laag Zuthem
- 8060-8061: Hasselt
- 8064: Zwartsluis
- 8066: Belt-Schutsloot
- 8070-8072: Nunspeet
- 8075: Elspeet
- 8076: Vierhouten
- 8077: Hulshorst
- 8079: Noordeinde
- 8080-8081: Elburg
- 8084: 't Harde
- 8085: Doornspijk
- 8090-8091: Wezep
- 8094: Hattemerbroek
- 8095: 't Loo
- 8096: Oldebroek
- 8097: Oosterwolde

## 8100-8198
- 8100-8103: Raalte
- 8105: Luttenberg
- 8106: Mariënheem
- 8107: Broekland
- 8110-8111: Heeten
- 8112: Nieuw Heeten
- 8120-8121: Olst
- 8124: Wesepe
- 8130-8131: Wijhe
- 8140-8141: Heino
- 8144: Lierderholthuis
- 8146: Dalmsholte
- 8147: Giethmen
- 8148: Lemele
- 8150-8154: Lemelerveld
- 8160-8162: Epe
- 8166: Emst
- 8167: Oene
- 8170-8172: Vaassen
- 8180-8181: Heerde
- 8190-8191: Wapenveld
- 8193: Vorchten
- 8194: Veessen
- 8196: Welsum
- 8198: Marle (Olst-Wijhe)

## 8200-8299
- 8200-8245: Lelystad
- 8250-8254: Dronten
- 8255: Swifterbant
- 8256: Biddinghuizen
- 8260-8267: Kampen
- 8269: Reeve
- 8270-8271: IJsselmuiden
- 8274: Wilsum
- 8275: 's-Heerenbroek
- 8276: Zalk
- 8277: Grafhorst
- 8278: Kamperveen
- 8280-8281: Genemuiden
- 8291-8294: Mastenbroek

## 8300-8399
- 8300-8305: Emmeloord
- 8307: Ens
- 8308: Nagele
- 8309: Tollebeek
- 8310-8311: Espel
- 8312: Creil
- 8313: Rutten
- 8314: Bant
- 8315: Luttelgeest
- 8316: Marknesse
- 8317: Kraggenburg
- 8319: Schokland
- 8320-8322: Urk
- 8325: Vollenhove
- 8326: Sint Jansklooster
- 8330-8333: Steenwijk
- 8334: Tuk
- 8335: Witte Paarden
- 8336: Baars
- 8337: De Pol (Steenwijkerland)
- 8338: Willemsoord
- 8339: Marijenkampen
- 8340-8341: Steenwijkerwold
- 8342: Basse
- 8343: Zuidveen
- 8344: Onna
- 8345: Kallenkote
- 8346: De Bult
- 8347: Eesveen
- 8350-8351: Wapserveen
- 8355: Giethoorn
- 8356: Blokzijl
- 8361: IJsselham
- 8362: Nederland
- 8363: Wetering
- 8371: Scheerwolde
- 8372: Baarlo
- 8373: Blankenham
- 8374: Kuinre
- 8375: Oldemarkt
- 8376: Ossenzijl
- 8377: Kalenberg
- 8378: Paasloo
- 8380-8381: Vledder
- 8382: Frederiksoord
- 8383: Nijensleek
- 8384: Wilhelminaoord
- 8385: Vledderveen
- 8386: Doldersum
- 8387: Boschoord
- 8388: Oosterstreek
- 8389: Zandhuizen (Friesland)
- 8390-8391: Noordwolde
- 8392: Boijl
- 8393: Vinkega
- 8394: De Hoeve
- 8395: Steggerda
- 8396: Peperga
- 8397: De Blesse
- 8398: Blesdijke

## 8400-8499
- 8400-8401: Gorredijk
- 8403: Jonkersland
- 8404: Langezwaag
- 8405: Luxwoude
- 8406: Tijnje
- 8407: Terwispel
- 8408: Lippenhuizen
- 8409: Hemrik
- 8410-8411: Jubbega
- 8412: Hoornsterzwaag
- 8413: Oudehorne
- 8414: Nieuwehorne
- 8415: Bontebok
- 8420-8421: Oldeberkoop
- 8422: Nijeberkoop
- 8423: Makkinga
- 8424: Elsloo
- 8425: Langedijke
- 8426: Appelscha
- 8427: Ravenswoud
- 8428: Fochteloo
- 8430-8431: Oosterwolde
- 8432: Haule
- 8433: Haulerwijk
- 8434: Waskemeer
- 8435: Donkerbroek
- 8437: Zorgvlied
- 8438: Wateren
- 8439: Oude Willem
- 8440-8448: Heerenveen
- 8449: Terband
- 8451: Oudeschoot
- 8452: Nieuweschoot
- 8453: Oranjewoud
- 8454: Mildam
- 8455: Katlijk
- 8456: De Knipe
- 8457: Gersloot
- 8458: Tjalleberd
- 8459: Luinjeberd
- 8461: Rottum
- 8462: Rotstergaast
- 8463: Rotsterhaule
- 8464: Sintjohannesga
- 8465: Oudehaske
- 8466: Nijehaske (plaats)
- 8467: Vegelinsoord
- 8468: Haskerdijken
- 8469: Nieuwebrug
- 8470-8472: Wolvega
- 8474: Oldeholtpade
- 8475: Nijeholtpade
- 8476: Ter Idzard
- 8477: Oldeholtwolde
- 8478: Sonnega
- 8479: Oldetrijne
- 8481: Nijetrijne
- 8482: Spanga
- 8483: Scherpenzeel
- 8484: Langelille
- 8485: Munnekeburen
- 8486: Oldelamer
- 8487: Nijelamer
- 8488: Nijeholtwolde
- 8489: Slijkenburg
- 8490-8491: Akkrum
- 8493: Terhorne
- 8494: Nes (Boornsterhem)
- 8495: Oldeboorn
- 8497: Goëngahuizen

## 8500-8599
- 8500-8503: Joure
- 8505: Snikzwaag
- 8506: Haskerhorne
- 8507: Rohel (Scharsterland)
- 8508: Delfstrahuizen
- 8511: Goïngarijp
- 8512: Broek (Friesland)
- 8513: Ouwsterhaule
- 8514: Ouwster-Nijega
- 8515: Oldeouwer
- 8516: Doniaga
- 8517: Scharsterbrug
- 8520-8521: Sint Nicolaasga
- 8522: Spannenburg, Tjerkgaast
- 8523: Idskenhuizen
- 8524: Teroele
- 8525: Langweer
- 8526: Boornzwaag
- 8527: Legemeer
- 8528: Dijken
- 8529: Koufurderrige
- 8530-8532: Lemmer
- 8534: Eesterga
- 8535: Follega
- 8536: Oosterzee
- 8537: Echten Fr
- 8538: Bantega
- 8539: Echtenerbrug
- 8541: Akmarijp
- 8542: Terkaple
- 8550-8551: Woudsend
- 8552: Smallebrugge
- 8553: Indijk (Súdwest-Fryslân)
- 8554: Ypecolsga
- 8556: Sloten
- 8560-8561: Balk
- 8563: Wijckel
- 8564: Ruigahuizen
- 8565: Sondel
- 8566: Nijemirdum
- 8567: Oudemirdum
- 8571: Harich
- 8572: Rijs
- 8573: Mirns
- 8574: Bakhuizen
- 8581: Elahuizen
- 8582: Oudega
- 8583: Kolderwolde
- 8584: Hemelum

## 8600-8699
- 8600-8608: Sneek
- 8611: Gaastmeer
- 8612: Idzega
- 8613: Sandfirden
- 8614: Oudega
- 8615: Blauwhuis
- 8616: Westhem
- 8617: Abbega
- 8618: Oosthem
- 8620-8621: Heeg
- 8622: Hommerts
- 8623: Jutrijp
- 8624: Uitwellingerga
- 8625: Oppenhuizen
- 8626: Offingawier
- 8627: Gauw
- 8628: Goënga
- 8629: Scharnegoutum
- 8631: Loënga
- 8632: Tirns
- 8633: IJsbrechtum
- 8635: Bozum
- 8636: Britswert
- 8637: Wiuwert
- 8641: Rien
- 8642: Lutkewierum
- 8644: Deersum
- 8647: Sijbrandaburen
- 8650-8651: IJlst
- 8658: Greonterp

## 8700-8799
- 8700-8702: Bolsward
- 8710-8711: Workum
- 8713: Hindeloopen
- 8715: Stavoren
- 8720-8721: Warns
- 8722: Molkwerum
- 8723: Koudum
- 8724: It Heidenskip
- 8730-8731: Wommels
- 8732: Kubaard
- 8733: Edens
- 8734: Oosterend
- 8735: Itens
- 8736: Roodhuis
- 8737: Hidaard
- 8741: Hartwerd
- 8742: Burgwerd
- 8743: Hichtum
- 8744: Schettens
- 8745: Longerhouw
- 8746: Schraard
- 8747: Wons
- 8748: Witmarsum
- 8749: Pingjum
- 8751: Zurich
- 8752: Kornwerderzand
- 8753: Cornwerd
- 8754: Makkum
- 8755: Idsegahuizum
- 8756: Piaam
- 8757: Gaast
- 8758: Allingawier
- 8759: Exmorra
- 8761: Ferwoude
- 8762: Hieslum
- 8763: Parrega
- 8764: Dedgum
- 8765: Tjerkwerd
- 8766: Breezanddijk
- 8770-8771: Nijland
- 8772: Tjalhuizum
- 8773: Folsgare
- 8774: Wolsum
- 8775: Nijhuizum

## 8800-8899
- 8800-8802: Franeker
- 8804: Tzum
- 8805: Hitzum
- 8806: Achlum
- 8807: Herbaijum
- 8808: Dongjum
- 8809: Boer
- 8811: Ried
- 8812: Peins
- 8813: Schalsum
- 8814: Zweins
- 8816: Schingen
- 8821: Kimswerd
- 8822: Arum
- 8823: Lollum
- 8830-8831: Winsum
- 8832: Huns
- 8833: Lions
- 8834: Baard
- 8835: Oosterlittens
- 8841: Baijum
- 8842: Welsrijp
- 8843: Spannum
- 8844: Hennaard
- 8845: Waaksens
- 8850-8851: Tzummarum
- 8852: Firdgum
- 8853: Klooster-Lidlum
- 8854: Oosterbierum
- 8855: Sexbierum
- 8856: Pietersbierum
- 8857: Wijnaldum
- 8860-8862: Harlingen
- 8871-8872: Midlum
- 8880-8897: (eiland Terschelling)
  - 8881 West-Terschelling
  - 8882 Hee
  - 8883 Kaard
  - 8884 Baaiduinen
  - 8885 Kinnum
  - 8891 Midsland
  - 8892 Striep
  - 8893 Landerum
  - 8894 Formerum
  - 8895 Lies
  - 8896 Hoorn
  - 8897 Oosterend
- 8899: Vlieland

## 8900-8999
- 8900-8941: Leeuwarden